# Conferência episcopal
A Conferência Episcopal é, na Igreja Católica, uma instituição de caráter permanente que congrega os bispos de uma nação ou de um determinado território, que exercem conjuntamente certas funções pastorais em favor dos fiéis do seu território.
Segundo o Código de Direito Canônico (Cân. 449), “compete exclusivamente à suprema autoridade da Igreja, ouvidos os Bispos interessados, erigir, suprimir e modificar as Conferências dos Bispos”.
Quanto à participação nas conferências episcopais, de acordo com o Direito Canônico (Cân. 450), “À Conferência dos Bispos pertencem pelo próprio direito todos os Bispos diocesanos do território e os que são a eles equiparados pelo direito, os Bispos coadjutores, os Bispos auxiliares e os outros Bispos titulares que exercem no mesmo território algum encargo especial, confiado pela Sé Apostólica ou pela Conferência dos Bispos; podem ser convidados também os Ordinários de outro rito, de modo porém que tenham só voto consultivo, a não ser que os estatutos da Conferência dos Bispos determinem outra coisa. Os outros Bispos titulares e o Legado do Romano Pontífice, não são de direito membros da Conferência dos Bispos”.